# Saint-Georges-d'Espéranche
Saint-Georges-d'Espéranche är en kommun i departementet Isère i regionen Auvergne-Rhône-Alpes i sydöstra Frankrike. Kommunen ligger i kantonen Heyrieux som tillhör arrondissementet Vienne. År 2022 hade Saint-Georges-d'Espéranche 3 500 invånare.

## Befolkningsutveckling
Antalet invånare i kommunen Saint-Georges-d'Espéranche
Referens:INSEE